# Murphy's brilvogel
Murphy's brilvogel (Zosterops murphyi) is een zangvogel uit de familie Zosteropidae (brilvogels). Deze vogel is genoemd naar de Amerikaanse ornitholoog Robert Cushman Murphy vanwege zijn rol in de organisatie van de expeditie waarin deze vogel werd ontdekt.

## Verspreiding en leefgebied
Deze soort is endemisch in hoger gelegen bossen op het eiland Kolombangara in de Salomonseilanden.

## Status
De grootte van de populatie is niet gekwantificeerd maar de soort wordt omschreven als vrij algemeen boven de 900 meter boven zeeniveau. Op de Rode lijst van de IUCN heeft deze soort de status niet bedreigd.